# Joe Fall
Joseph William Fall (16 tháng 1 năm 1872 – không rõ) là một cầu thủ bóng đá người Anh. Ông thường thi đấu ở vị trí ở vị trí thủ môn. Ông sinh ra ở Manchester, thi đấu cho Middlesbrough Ironopolis, Manchester United, và Small Heath.